# Francis Haskell
Francis Haskell (vollständig Francis James Herbert Haskell; * 7. April 1928; † 18. Januar 2000 in Oxford) war ein britischer Kunsthistoriker, der sich besonders der Sozialgeschichte der Kunst verschrieben hatte.

## Leben
Francis Haskell studierte unter anderem am King’s College in Cambridge Geschichte. Dort war er Schüler des Kunsthistorikers Nikolaus Pevsner. Von 1962 bis 1967 war er Bibliothekar der Fine Arts Faculty. 1963 veröffentlichte er seine bahnbrechende Studie Patrons and Painters über das Mäzenatentum des Barockzeitalters. 1967 erhielt er einen Ruf an die Universität Oxford, wo er die Nachfolge von Edgar Wind antrat. In Oxford widmete er seine Forschungen vor allem der französischen Akademiekunst des 19. Jahrhunderts. Zu diesem Thema erschien 1976 seine ebenfalls bahnbrechende Studie Rediscoveries in Art.
1981 veröffentlichte er zusammen mit Nicholas Penny das Buch Taste and the Antique. Haskell lehrte und forschte weiterhin in Oxford, wo er 1995 emeritiert wurde. Haskell war mit der russischen Kunsthistorikerin Larissa Salmina verheiratet. Sein Kollege Nicholas Penny bezeichnete ihn als "one of the most original art historians of the 20th century", und Charles Hope nannte ihn "one of the most important of his time".
Seit 1971 war Haskell Mitglied (Fellow) der British Academy. 1979 wurde er in die American Academy of Arts and Sciences und 1994 in die American Philosophical Society aufgenommen. Seit 1997 war er auswärtiges Mitglied der Königlich Niederländischen Akademie der Wissenschaften.

## Veröffentlichungen (Auswahl)
- mit Nicholas Penny: Taste and the Antique. The lure of classical sculpture, 1500-1900. Yale University Press, New Haven 1981, ISBN 0-300-02641-2.
- Maler und Auftraggeber. Kunst und Gesellschaft im italienischen Barock. Köln 1996, ISBN 978-3-7701-3757-2.
- Die Geschichte und ihre Bilder. Die Kunst und die Deutung der Vergangenheit. Aus dem Englischen übersetzt von Michael Bischoff. C. H. Beck, München 1999, ISBN 3-406-39187-7.